# Virgin America
A Virgin America foi uma companhia aérea norte-americana com conceito low-cost (baixo - custo) que operou entre 8 de agosto de 2007 e 24 de março de 2018. A companhia visava prestar serviços de baixo custo de alta qualidade para "rotas-longas ponto-a-ponto entre cidades da costa leste e oeste". O Aeroporto Internacional de São Francisco, era o principal hub da empresa.
A criação desta companhia foi um projecto da Virgin Group, detido por Richard Branson que controla já as companhias Virgin Atlantic Airways e Virgin Blue. Como a lei norte-americana limita o capital estrangeiro a 49%, e o controlo estrangeiro a 25% para uma companhia de voos domésticos, a Virgin America teve que levantar fundos importantes de investidores norte-americanos antes de poder começar qualquer operação. A Virgin America, foi presidida C. David Cuch.

## Frota

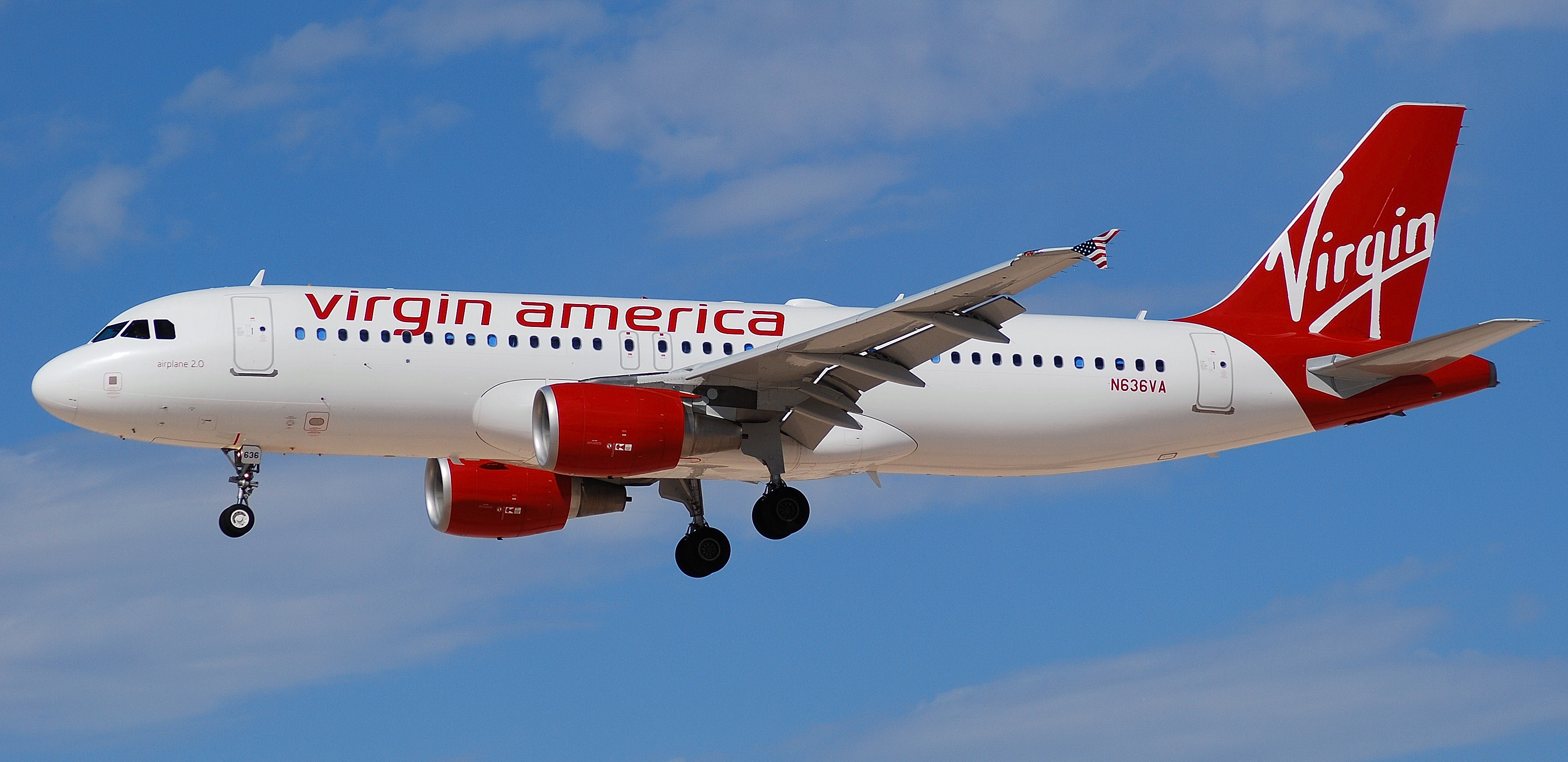
Airbus A320 da Virgin America.

A Virgin America possuia, como numerosas companhias low-cost, uma frota composta de aviões de um único fabricante, por razões de custos. A companhia levou a sua escolha sobre a Airbus, e fez uma encomenda de 8 Airbus A319 (4 foram entregues) e 11 Airbus A320 (7 foram entregues, ela aluga igualmente 6 aparelhos deste tipo). Os dois aparelhos possuem 8 lugares na classe executiva, os A319 compreende igualmente 110 lugares em classe econômica, e 141 para o A320. Futuramente, a companhia devera possuir uma frota de 34 aparelhos A319 e A320, sendo 15 alugados. Em junho de 2016, a companhia tinha:
| Aeronave    | Total | Passageiros (Executiva/Econômica) | Notas                |
| ----------- | ----- | --------------------------------- | -------------------- |
| Airbus A319 | 10    | 122 (8/114)                       | 2 ex-Skybus Airlines |
| Airbus A320 | 53    | 149 (8/141)                       | 2 ex-TAM             |